# Coësmes
 Coësmes  es una población y comuna francesa, situada en la región de Bretaña, departamento de Ille y Vilaine, en el distrito de Rennes y cantón de Retiers.

## Demografía
| 1251 | 1191 | 1087 | 1035 | 1078 | 1073 |
| Para los censos de 1962 a 1999 la población legal corresponde a la población sin duplicidades (Fuente: INSEE [Consultar]) |      |      |      |      |      |